# Élections législatives luxembourgeoises de 1979
Les élections législatives de 1979 (en luxembourgeois : Chamberwale vum 10. Juni 1979 et en allemand : Kammerwahl vom 10. Juni 1979) ont eu lieu le 10 juin 1979 afin de désigner les cinquante-neuf députés de la législature 1979-1984 de la Chambre des députés du Luxembourg.

## Résultats

### Résultats nationaux
|                          |                                                   |           |       |      |        |               |  |  |  |  |  |  |  |  |
| Partis                   | Partis                                            | Voix      | %     | +/-  | Sièges | +/-           |  |  |  |  |  |  |  |  |
|                          | Parti populaire chrétien-social (CSV)             | 1 049 390 | 34,51 | 6,66 | 24     | 6             |  |  |  |  |  |  |  |  |
|                          | Parti ouvrier socialiste luxembourgeois (LSAP)    | 737 863   | 24,26 | 4,89 | 14     | 3             |  |  |  |  |  |  |  |  |
|                          | Parti démocratique (DP)                           | 648 404   | 21,32 | 0,91 | 15     | 1             |  |  |  |  |  |  |  |  |
|                          | Parti social-démocrate (SdP)                      | 181 805   | 5,98  | 3,22 | 2      | 3             |  |  |  |  |  |  |  |  |
|                          | Parti communiste luxembourgeois (KPL)             | 177 286   | 5,83  | 4,64 | 2      | 3             |  |  |  |  |  |  |  |  |
|                          | Enrôlés de force                                  | 135 360   | 4,45  | 4,45 | 1      | Nv.           |  |  |  |  |  |  |  |  |
|                          | Liste de Jean Gremling - Socialistes indépendants | 66 909    | 2,20  | 2,20 | 1      | Nv.           |  |  |  |  |  |  |  |  |
|                          | Liste alternative - Wiert Iech                    | 30 269    | 1,00  | 1,00 | 0      | Nv.           |  |  |  |  |  |  |  |  |
|                          | Ligue communiste révolutionnaire (LCR)            | 6 985     | 0,23  | 0,26 | 0      | en stagnation |  |  |  |  |  |  |  |  |
|                          | Parti libéral (LPL)                               | 6 133     | 0,20  | 0,42 | 0      | en stagnation |  |  |  |  |  |  |  |  |
|                          | Club des indépendants                             | 849       | 0,03  | 0,03 | 0      | Nv.           |  |  |  |  |  |  |  |  |
| Total des voix           | Total des voix                                    | 3 041 253 | 100   |      |        |               |  |  |  |  |  |  |  |  |
|                          |                                                   |           |       |      |        |               |  |  |  |  |  |  |  |  |
| Votes valides            | Votes valides                                     | 175 808   | 93,07 |      |        |               |  |  |  |  |  |  |  |  |
| Votes blancs et nuls     | Votes blancs et nuls                              | 13 101    | 6,94  |      |        |               |  |  |  |  |  |  |  |  |
| Total                    | Total                                             | 188 909   | 100   | -    | 59     | en stagnation |  |  |  |  |  |  |  |  |
| Abstentions              |                                                   |           |       |      |        |               |  |  |  |  |  |  |  |  |
| Inscrits / Participation |                                                   |           |       |      |        |               |  |  |  |  |  |  |  |  |

### Résultats par circonscription
| Sud Est Centre Nord |

| Circonscriptions         | Circonscriptions               | Sud       | Sud       | Sud    | Sud           | Est     | Est     | Est    | Est           | Centre    | Centre    | Centre | Centre        | Nord    | Nord    | Nord   | Nord          |
| ------------------------ | ------------------------------ | --------- | --------- | ------ | ------------- | ------- | ------- | ------ | ------------- | --------- | --------- | ------ | ------------- | ------- | ------- | ------ | ------------- |
|                          |                                |           |           |        |               |         |         |        |               |           |           |        |               |         |         |        |               |
| Sièges                   | Sièges                         | 24        | 24        | 24     | en stagnation | 6       | 6       | 6      | en stagnation | 20        | 20        | 20     | en stagnation | 9       | 9       | 9      | en stagnation |
|                          |                                |           |           |        |               |         |         |        |               |           |           |        |               |         |         |        |               |
|                          |                                | Nombre    | Nombre    | %      | %             | Nombre  | Nombre  | %      | %             | Nombre    | Nombre    | %      | %             | Nombre  | Nombre  | %      | %             |
| Total des voix           | Total des voix                 | 1 594 849 | 1 594 849 | 100,00 | 100,00        | 112 824 | 112 824 | 100,00 | 100,00        | 1 094 785 | 1 094 785 | 100,00 | 100,00        | 238 795 | 238 795 | 100,00 | 100,00        |
| Valides                  | Valides                        | 70 145    | 70 145    | 92,47  | 92,47         | 19 602  | 19 602  | 92,16  | 92,16         | 58 084    | 58 084    | 93,98  | 93,98         | 27 977  | 27 977  | 93,34  | 93,34         |
| Blancs et nuls           | Blancs et nuls                 | 5 714     | 5 714     | 7,53   | 7,53          | 1 668   | 1 668   | 7,84   | 7,84          | 3 724     | 3 724     | 6,03   | 6,03          | 1 995   | 1 995   | 6,66   | 6,66          |
| Votants                  | Votants                        | 75 859    | 75 859    | 100,00 | 100,00        | 21 270  | 21 270  | 100,00 | 100,00        | 61 808    | 61 808    | 100,00 | 100,00        | 29 972  | 29 972  | 100,00 | 100,00        |
| Abstentions              | Abstentions                    |           |           |        |               |         |         |        |               | 8 356     | 8 356     | 11,91  | 11,91         |         |         |        |               |
| Inscrits / Participation | Inscrits / Participation       | 70 164    | 70 164    | 88,09  | 88,09         |         |         |        |               |           |           |        |               |         |         |        |               |
|                          |                                |           |           |        |               |         |         |        |               |           |           |        |               |         |         |        |               |
| Partis                   | Partis                         | Voix      | %         | Sièges | +/−           | Voix    | %       | Sièges | +/−           | Voix      | %         | Sièges | +/−           | Voix    | %       | Sièges | +/−           |
|                          | CSV                            | 486 322   | 30,49     | 8      | 2             | 48 552  | 43,03   | 3      | 1             | 407 916   | 37,26     | 8      | 2             | 106 600 | 44,64   | 5      | 1             |
|                          | DP                             | 245 261   | 15,38     | 4      | 1             | 27 009  | 23,94   | 2      | en stagnation | 328 503   | 30,01     | 7      | en stagnation | 47 631  | 19,95   | 2      | en stagnation |
|                          | LSAP                           | 482 953   | 30,28     | 8      | 1             | 18 214  | 16,14   | 1      | en stagnation | 195 831   | 17,89     | 4      | 1             | 40 865  | 17,11   | 1      | 1             |
|                          | SdP                            | 104 799   | 6,57      | 1      | 1             | 8 275   | 7,33    | 0      | 1             | 45 179    | 4,13      | 0      | 1             | 23 552  | 9,86    | 1      | en stagnation |
|                          | KPL                            | 143 146   | 8,98      | 2      | 2             | 1 735   | 1,54    | 0      | en stagnation | 28 766    | 2,63      | 0      | 1             | 3 639   | 1,52    | 0      | en stagnation |
|                          | Enrôlés de force               | 112 057   | 7,03      | 1      | 1             | 8 099   | 7,18    | 0      | Nv            |           |           |        |               | 15 204  | 6,37    | 0      | Nv            |
|                          | Socialistes indépendants       |           |           |        |               |         |         |        |               | 66 909    | 6,11      | 1      | 1             |         |         |        |               |
|                          | Alternativ Lëscht - Wiert Iech | 15 843    | 0,99      | 0      | Nv            | 940     | 0,83    | 0      | Nv            | 12 182    | 1,11      | 0      | Nv            | 1 304   | 0,55    | 0      | Nv            |
|                          | LCR                            | 4 468     | 0,28      | 0      | Nv            |         |         |        |               | 2 517     | 0,23      | 0      | Nv            |         |         |        |               |
|                          | LPL                            |           |           |        |               | 6 133   | 0,56    | 0      | Nv            |           |           |        |               |         |         |        |               |
|                          | Club des indépendants          | 849       | 0,08      | 0      | Nv            |         |         |        |               |           |           |        |               |         |         |        |               |

### Composition de la Chambre des députés
| Sud | Est | Centre | Nord |
| --- | --- | --- | --- |
| 1. Josy Barthel (DP) 2. Albert Berchem (DP) 3. Benny Berg (LSAP) 4. Aloyse Bisdorff (KPL) 5. Joseph Brebsom (LSAP) 6. René Bürger (CSV) 7. Fränz Colling (CSV) 8. Marcelle Lentz-Cornette (CSV) 9. Willy Dondelinger (LSAP) 10. Joseph Eyschen (DP) 11. Jean-Pierre Glesener (CSV) 12. Roger Krier (LSAP) 13. Joseph Lucius (CSV) 14. Astrid Lulling (SdP) 15. René Mart (DP) 16. Jacques F. Poos (LSAP) 17. Viviane Reding (CSV) 18. Jean Regenwetter (LSAP) 19. Lydie Schmit (LSAP) 20. Jean Spautz (CSV) 21. Maurice Thoss (LSAP) 22. René Urbany (KPL) 23. Joseph Weirich (Enrôlés de force) 24. Jean Wolter (CSV) | 1. Fernand Boden (CSV) 2. Victor Braun (DP) 3. Marcel Schlechter (LSAP) 4. Jean-Pierre Urwald (CSV) 5. Pol Wagener (CSV) 6. Charles Wagner (DP) | 1. Léon Bollendorff (CSV) 2. René Van den Bulcke (LSAP) 3. Marc Fischbach (CSV) 4. Colette Flesch (DP) 5. Jean Gremling (Socialistes indépendants) 6. Jean Hamilius (DP) 7. Camille Hellinckx (DP) 8. René Hengel (LSAP) 9. Boy Konen (DP) 10. Émile Krieps (DP) 11. Robert Krieps (LSAP) 12. Georges Margue (CSV) 13. Carlo Meintz (DP) 14. Nicolas Mosar (CSV) 15. Ernest Mühlen (CSV) 16. Fernand Rau (CSV) 17. Jacques Santer (CSV) 18. Gaston Thorn (DP) 19. Pierre Werner (CSV) 20. Joseph Wohlfart (LSAP) | 1. Victor Abens (LSAP) 2. Henry Cravatte (SdP) 3. Jean-Pierre Dichter (CSV) 4. Emile Gerson (CSV) 5. Charles Goerens (DP) 6. René Hübsch (DP) 7. Édouard Juncker (CSV) 8. Camille Ney (CSV) 9. René Steichen (CSV) |